# Diocesi di Berrea
La diocesi di Berrea (in latino Dioecesis Berrhoeensis) è una sede soppressa e sede titolare della Chiesa cattolica.

## Storia
Berrea, corrispondente alla città di Veria in Grecia, è un'antica sede vescovile della provincia romana di Macedonia nella diocesi civile omonima, suffraganea dell'arcidiocesi di Tessalonica. Nel XIII secolo divenne una sede arcivescovile autocefala e sul finire del medesimo secolo è documentata come sede metropolitana.
La comunità cristiana di Berea fu fondata dall'apostolo Paolo, come è narrato nel libro degli Atti degli Apostoli (17,10-14). Primo vescovo conosciuto dalla tradizione cristiana fu Onesimo, discepolo di san Paolo e da lui menzionato nella lettera ai Colossesi come fedele e caro fratello (4,9).
Sono solo cinque i vescovi conosciuti di questa sede nel primo millennio. Geronzio prese parte al concilio di Sardica (circa 344). Luca fece parte del brigantaggio di Efeso nel 449 e Sebastiano del concilio di Calcedonia del 451. Al sinodo di Costantinopoli convocato dal patriarca Menas nel 536 assistette Timoteo. Infine Giuseppe fu uno dei vescovi che condannarono il patriarca Fozio nell'869.
Dal 1933 Berrea è annoverata tra le sedi vescovili titolari della Chiesa cattolica; la sede è vacante dal 26 settembre 1993.

## Cronotassi

### Vescovi greci
- Sant'Onesimo † (I secolo)
- Geronzio † (menzionato nel 344)[8]
- Luca † (menzionato nel 449)
- Sebastiano † (menzionato nel 451)
- Timoteo † (menzionato nel 536)
- Giuseppe † (menzionato nell'869)

### Vescovi titolari
- Alfredo Ottaviani † (5 aprile 1962 - 19 aprile 1962 dimesso)
- Pierre-Auguste-Marie-Joseph Douillard † (22 maggio 1963 - 20 agosto 1963 deceduto)
- Friedrich Kaiser Depel, M.S.C. † (29 ottobre 1963 - 26 settembre 1993 deceduto)